# Szebasztián Szabó
Szebasztián Szabó (ungerska: Szabó Sebasztián, serbiska: Себастиан Сабо), född 11 mars 1996 i Frankfurt am Main, är en simmare som har tävlat för Serbien och Ungern. Han har även tävlat i livräddning.

## Karriär
Szebasztián Szabó föddes i Frankfurt i Tyskland men flyttade med sin familj till Senta i Serbien som ettåring. Han började simma vid sju års ålder och spelade som ung även vattenpolo. Efter examen från gymnasiet flyttade han till Novi Sad och fortsatte sin karriär i PK Vojvodina Novi Sad.
Den första större internationella tävlingen som Szabó deltog i var VM 2017 i Budapest, där han tävlade i grenarna 50 och 100 meter fjärilsim. Bäst resultat uppnådde Szabó på 50 meter fjäril, där han tog sig till semifinal och slutade på totalt 13:e plats med tiden 23,54 sekunder. På 100 meter fjäril slutade Szabó på 19:e plats av totalt 72 simmare med en tid på 52,16 sekunder. I december samma år vid kortbane-EM i Köpenhamn tog han sin första internationella medalj på 50 meter fjäril; ett brons. Szabó simmade då på tiden 22,44 sekunder, bara 0,02 sekunder långsammare än den ryske simmaren Aleksandr Popkov som tog guldmedaljen.
I september 2018 flyttade Szabó till Győr i Ungern, där det fanns bättre förutsättningar att fortsätta utvecklas som simmare. Vid ungerska mästerskapet som hölls i slutet av mars 2019 simmade Szabó distansen 50 meter fjäril på 22,99 sekunder, vilket var ett nytt ungerskt rekord samt världsårsbästa. Han vann även 100 meter fjäril efter att ha simmat på tiden 51,34 sekunder. Efter mästerskapet meddelade Szabó att han ville börja tävla för Ungern. I juni 2019 meddelade Internationella simförbundet att Szabó officiellt var tillåten att tävla för Ungern.
Den första internationella tävlingen under ungersk flagg för Szabó var vid VM 2019 i Gwangju. Individuellt tog han sig till final på 50 meter fjäril och slutade på femte plats. Szabó simmade även i stafetterna 4×100 meter fristil (endast kval), 4×100 meter medley (12:e plats) och 4×100 meter mixed medley (12:e plats). I oktober 2019 meddelade Internationella olympiska kommittén att Szabó godkänts kunna tävla för Ungern vid OS 2020 i Tokyo. Två månader senare vid kortbane-EM i Glasgow tog Szabó silver på 50 meter fjäril och var en del av Ungerns stafettlag som tog silver på 4×50 meter medley.
I oktober och november 2020 förbättrade Szabó det ungerska rekordet på 50 meter fjäril i kortbana totalt tre gånger i tävlingsserien International Swimming League. I maj 2021 tog han guld på 50 meter fjäril vid EM i Budapest. Två månader senare vid OS i Tokyo var han en del av Ungerns stafettlag (tillsammans med Nándor Németh, Richárd Bohus och Kristóf Milák) som slutade på femte plats på 4×100 meter frisim. Individuellt slutade han på 20:e plats på 100 meter frisim och på 14:e plats på 100 meter fjäril. I november 2021 vid kortbane-EM i Kazan tog Szabó guld på 50 meter frisim samt 50 och 100 meter fjäril. På 50 meter fjäril simmade han på 21,75 sekunder, vilket var samma tid som brasilianske Nicholas Santos världsrekord från 2018.
I augusti 2022 vid EM i Rom var Szabó en del av Ungerns kapplag tillsammans med Nándor Németh, Dániel Mészáros och Kristóf Milák som tog silver på 4×100 meter frisim. I december 2022 vid kortbane-VM i Melbourne tog han brons på 50 meter fjärilsim.
I december 2023 vid kortbane-EM i Otopeni tog Szabó silver på både 50 meter frisim och 50 meter fjärilsim. Vid EM 2024 i Belgrad var han en del av Ungerns lag som tog guld på 4×100 meter mixed frisim.

## Ungerska rekord
50 meter fjärilsim
- 22,99 (28 mars 2019, Debrecen)[8]
- 22,90 (22 juli 2019, Gwangju)[31]

50 meter fjärilsim (kortbana)
- 22,20 (27 oktober 2019, Budapest)
- 22,13 (24 november 2019, London)[32]
- 22,00 (18 oktober 2020, Budapest)[33]
- 21,96 (25 oktober 2020, Budapest)[34]
- 21,86 (2 november 2020, Budapest)[20]
- 21,75 (6 november 2021, Kazan)[35]